# Willadingen
Willadingen es una comuna suiza del cantón de Berna, situada en el distrito administrativo del Emmental. Limita al norte con las comunas de Recherswil (SO) y Heinrichswil-Winistorf (SO), al este con Höchstetten, y al sur y oeste con Koppigen.
Hasta el 31 de diciembre de 2009 estaba situada en el distrito de Burgdorf.